# بوژوریشته
بوژوریشته شهری در استان صوفیه کشور بلغارستان است که جمعیت آن در سال ۲۰۰۱ میلادی ۴٬۸۲۲ نفر بوده‌است.

## نگارخانه

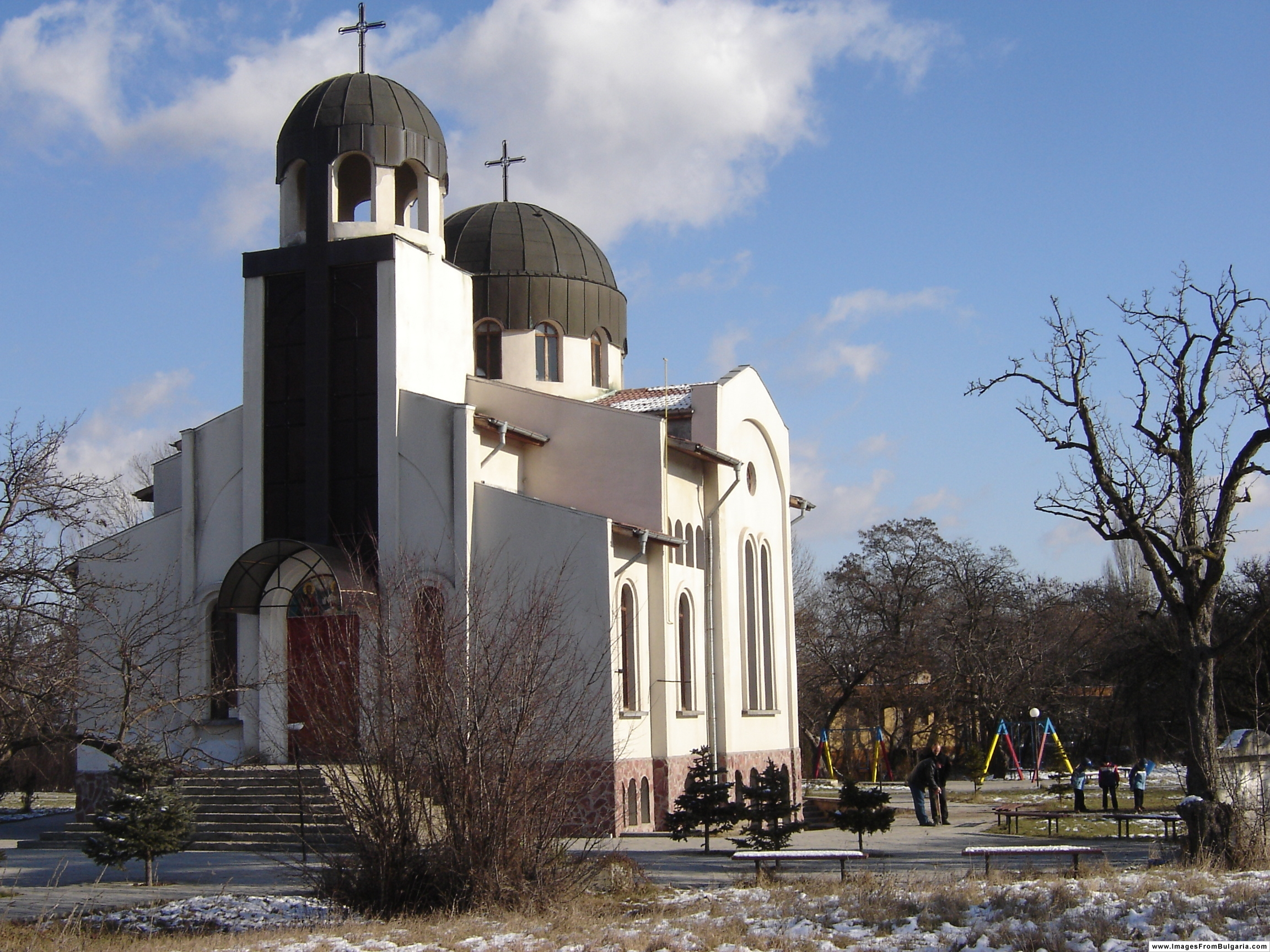
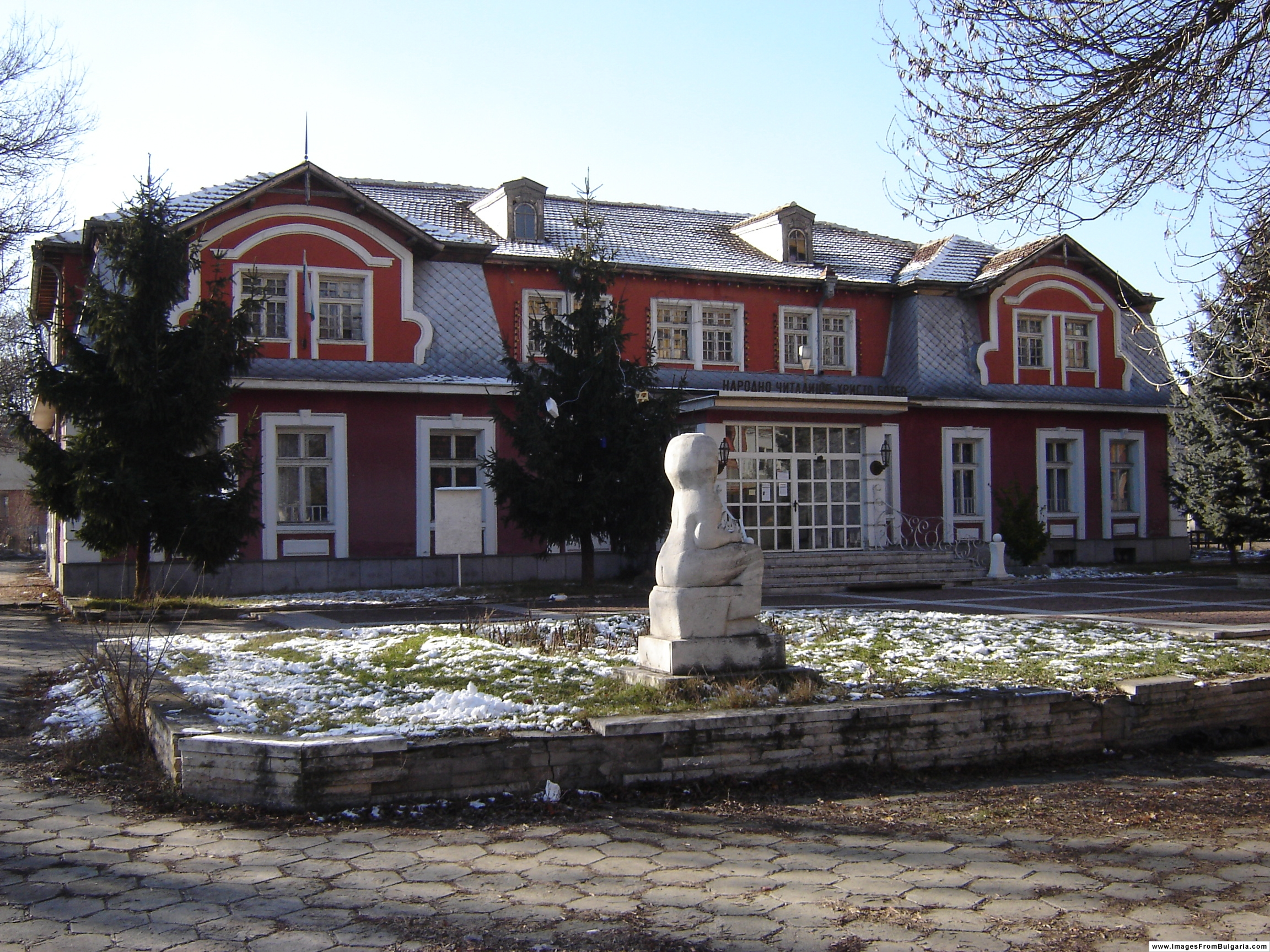
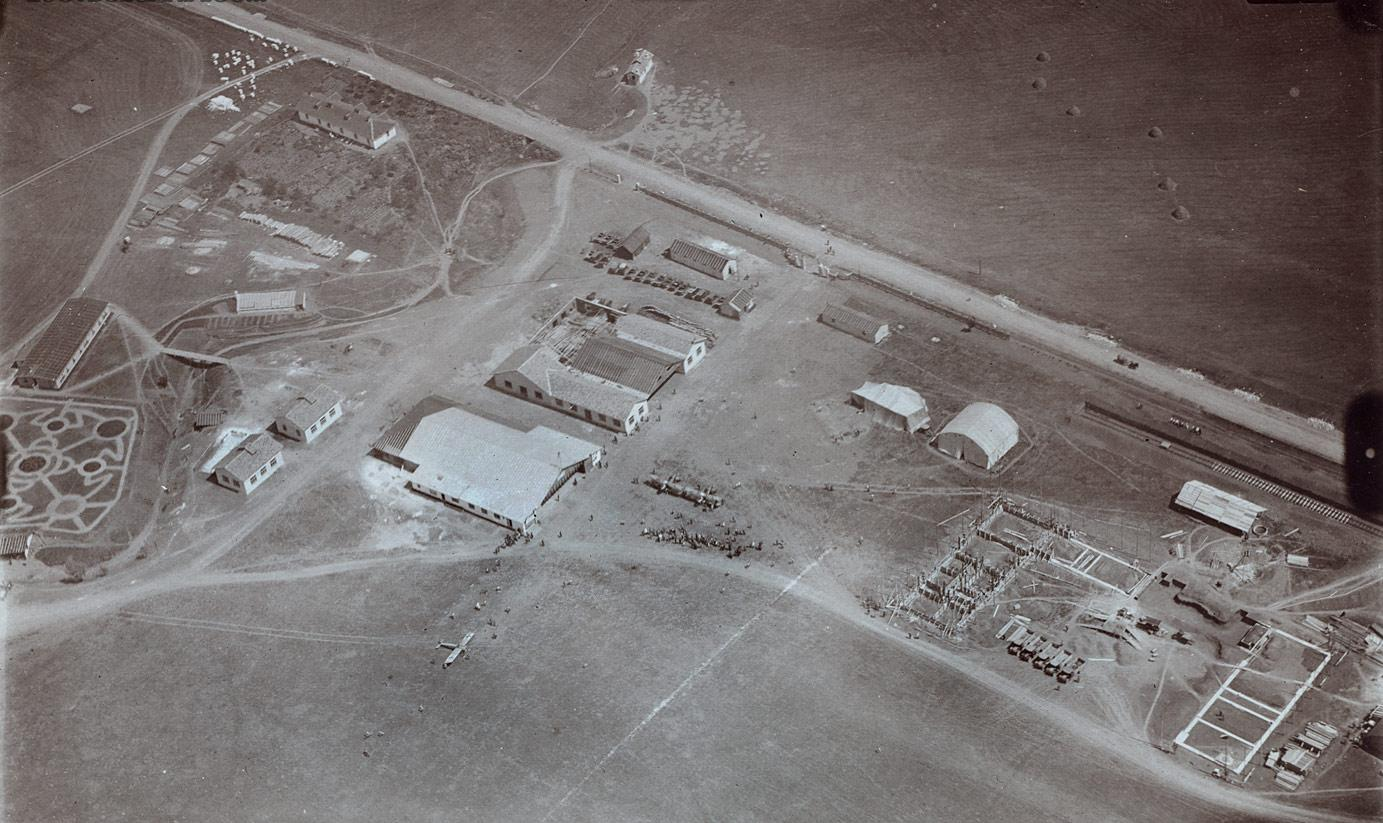